# Dreikreisesatz von Hadamard
Der Dreikreisesatz von Hadamard, auch hadamardscher Dreikreisesatz genannt, englisch Hadamard’s three-circle theorem, ist ein Lehrsatz auf dem mathematischen Teilgebiet der Funktionentheorie. Der Satz geht zurück auf den französischen Mathematiker Jacques Hadamard (1865–1963). Er kann aus dem Maximumprinzip der Funktionentheorie hergeleitet werden und zieht eine Anzahl von weiteren Sätzen der Funktionentheorie nach sich, insbesondere den Satz von Liouville.

## Formulierung des Satzes
Der Dreikreisesatz lässt sich angeben wie folgt:
Gegeben seien ein Gebiet {\displaystyle G\subseteq \mathbb {C} } sowie eine darauf definierte holomorphe Funktion {\displaystyle f\colon G\to \mathbb {C} \;;\;z\mapsto f(z)} , welche nicht die Nullfunktion sei.
Gegeben seien weiter zwei reelle Zahlen {\displaystyle a,b\;(0<a<b)} und dazu ein in {\displaystyle G} enthaltener Kreisring {\displaystyle A=\{z\in \mathbb {C} \colon a\leq |z|\leq b\}}.

 Dann gilt für die zugehörige reellwertige Funktion
{\displaystyle M\colon [a,b]\to \mathbb {R} ^{>0}\;;\;r\mapsto M(r):=\max _{|z|=r}\;{|f(z)|}}
stets die Ungleichung
{\displaystyle M(r)\leq {M(a)}^{\frac {\ln(b)-\ln(r)}{\ln(b)-\ln(a)}}\cdot {M(b)}^{\frac {\ln(r)-\ln(a)}{\ln(b)-\ln(a)}}}.
Mit anderen Worten:
Die reellwertige Funktion {\displaystyle r\mapsto \ln {\bigl (}M(r){\bigr )}} ist eine in {\displaystyle \ln(r)} konvexe Funktion und erfüllt daher stets die Ungleichung
{\displaystyle \ln {\bigl (}(M(r){\bigr )}\leq {{\frac {\ln(b)-\ln(r)}{\ln(b)-\ln(a)}}\cdot \ln {\bigl (}(M(a){\bigr )}+{{\frac {\ln(r)-\ln(a)}{\ln(b)-\ln(a)}}\cdot \ln {\bigl (}(M(b){\bigr )}}\;(a\leq r\leq b)}}.

## Anwendung: Der Satz von Jentzsch
Wie Edmund Landau zeigte, lässt sich durch Anwendung des Dreikreisesatzes ein anderes bekanntes Resultat der Funktionentheorie herleiten, nämlich der Satz von Jentzsch. Dieser geht zurück auf die Inauguraldissertation von Robert Jentzsch aus dem Jahre 1914. Der Satz wurde von Jentzsch dann auch in den Acta Mathematica des Jahres 1916 veröffentlicht und gab Anlass zu vielen weiterführenden funktionentheoretischen Untersuchungen Er lässt sich formulieren wie folgt:
Gegeben sei eine in {\displaystyle \mathbb {C} } um den Entwicklungspunkt {\displaystyle z_{0}=0} entwickelte Potenzreihe {\displaystyle f(z)=\sum _{n=0}^{\infty }{a_{n}z^{n}}=a_{0}+a_{1}z^{1}+a_{2}z^{2}+\ldots +a_{n}z^{n}+a_{n+1}z^{n+1}\ldots }
mit endlichem Konvergenzradius {\displaystyle r\in (0\;,\;\infty )} und Konvergenzkreis {\displaystyle D=\{z\in \mathbb {C} \colon |z|<r\}} .
Die zugehörige komplexwertige Funktion {\displaystyle f\colon \,D\to \mathbb {C} ,\;z\mapsto f(z)}
sei nicht konstant und es gelte {\displaystyle a_{0}\neq 0} .
Weiter seien
{\displaystyle s_{k}(z)=\sum _{n=0}^{k}{a_{n}z^{n}}=a_{0}+a_{1}z+a_{2}z^{2}+\ldots +a_{k}z^{k}\;(k\in \mathbb {N} _{0})}
die dazu gebildeten Abschnittsfunktionen .

Dann gilt:
In jeder beliebig kleinen offenen Umgebung eines jeden Randpunktes des Konvergenzkreises haben stets unendlich viele Abschnittsfunktionen je mindestens eine Nullstelle.